# Юніонтаун (Огайо)
Юніонтаун (англ. Uniontown) — переписна місцевість (CDP) в США, в округах Старк і Самміт штату Огайо. Населення — 7173 особи (2020).

## Географія
Юніонтаун розташований за координатами 40°58′11″ пн. ш. 81°24′1″ зх. д. / 40.96972° пн. ш. 81.40028° зх. д. (40.969786, -81.400237).  За даними Бюро перепису населення США в 2010 році переписна місцевість мала площу 6,52 км², з яких 6,45 км² — суходіл та 0,06 км² — водойми.

## Демографія
Згідно з переписом 2010 року, у переписній місцевості мешкало 3309 осіб у 1278 домогосподарствах у складі 953 родин. Густота населення становила 508 осіб/км².  Було 1348 помешкань (207/км²).
Расовий склад населення:
| - 97,4 % — білих - 0,7 % — чорних або афроамериканців - 0,3 % — азіатів - 0,2 % — корінних американців |

До двох чи більше рас належало 1,2 %. Частка іспаномовних становила 0,8 % від усіх жителів.
За віковим діапазоном населення розподілялося таким чином: 25,0 % — особи молодші 18 років, 57,4 % — особи у віці 18—64 років, 17,6 % — особи у віці 65 років та старші. Медіана віку мешканця становила 41,8 року. На 100 осіб жіночої статі у переписній місцевості припадало 96,0 чоловіків;  на 100 жінок у віці від 18 років та старших — 93,1 чоловіків також старших 18 років.
Середній дохід на одне домашнє господарство  становив 78 020 доларів США (медіана — 60 304), а середній дохід на одну сім'ю — 82 965 доларів (медіана — 72 230). Медіана доходів становила 54 395 доларів для чоловіків та 55 048 доларів для жінок. За межею бідності перебувало 7,6 % осіб, у тому числі 14,0 % дітей у віці до 18 років та 1,8 % осіб у віці 65 років та старших.
Цивільне працевлаштоване населення становило 1439 осіб. Основні галузі зайнятості: освіта, охорона здоров'я та соціальна допомога — 17,6 %, роздрібна торгівля — 15,8 %, виробництво — 15,3 %.